# إعادة استخدام التعليمات البرمجية
إعادة استخدام التعليمات البرمجية (أو الكود البرمجي) تشير إلى استخدام التعليمات البرمجية الأساسية في برنامج، مكوناته أو شفرة المصدر ، لخلق برامج جديدة. إعادة استخدام الكود تعتمد بشكل كبير على مفهوم نمطية.
قبل التمديد ، كما يشير هذا المصطلح إلى مجموعة من تقنيات الكمبيوتر المقترح تنفيذها أو تسهيل إعادة استخدام هذا.

## أمثلة
- مكتبة البرامج
- نمط تصميم البرمجيات
- الإطار